# Sysop
SysOp és l'abreviació de l'anglès system operator. Aquest terme s'empra entre els internautes i usuaris dels Bulletin Board System (BBS) i és emprat per a designar els seus administradors. L'ús del terme va tenir el seu apogeu als inicis de la dècada de 1990, normalment es refereix estrictament als administradors de BBS; seria equivalent a Internet a sysadmin, abreviació de system administrator.
Co-sysops són usuaris als quals se'ls pot concedir certs privilegis d'administrador en un BBS. En general, ajuden a validar els usuaris i supervisen els  fòrums de debats. Alguns co-sysops treballen en temes de fitxers, revisant, descrivint i publicant fitxers editats recentment als directoris apropiats de descàrrega.